# Graniteville (Californie)
Pour les articles homonymes, voir Graniteville.
Graniteville est une census-designated place du comté de Nevada dans l'État de Californie aux États-Unis.

## Démographie
| Groupe            | Graniteville | Californie | États-Unis |
| ----------------- | ------------ | ---------- | ---------- |
| Blancs            | 100          | 57,6       | 72,4       |
| Autres            | 0            | 42,4       | 27,6       |
| Total             | 100          | 100        | 100        |
|                   |              |            |            |
| Latino-Américains | 0            | 37,6       | 16,7       |